# Llista d'ocells de les Illes Mariannes Septentrionals
Aquesta llista d'ocells de les Illes Mariannes Septentrionals inclou totes les espècies d'ocells trobats a les Mariannes Septentrionals: 104, de les quals només 1 n'és un endemisme, 5 es troben globalment amenaçades d'extinció i 1 hi fou introduïda.
Els ocells s'ordenen per ordre i família.

## Procellariiformes

### Procellariidae
- Puffinus lherminieri
- Calonectris leucomelas
- Puffinus pacificus
- Puffinus tenuirostris
- Puffinus nativitatis
- Puffinus auricularis

### Hydrobatidae
- Oceanodroma leucorhoa
- Oceanodroma matsudairae

## Pelecaniformes

### Phaethontidae
- Phaethon rubricauda
- Phaethon lepturus

### Sulidae
- Sula dactylatra
- Sula sula
- Sula leucogaster

### Phalacrocoracidae
- Phalacrocorax melanoleucos

### Fregatidae
- Fregata minor
- Fregata ariel

## Ciconiiformes

### Ardeidae
- Ardea cinerea
- Egretta intermedia
- Egretta garzetta
- Egretta sacra
- Bubulcus ibis
- Butorides striata
- Nycticorax nycticorax
- Nycticorax caledonicus
- Ixobrychus sinensis

## Anseriformes

### Anatidae
- Anas penelope
- Anas falcata
- Anas strepera
- Anas crecca
- Anas platyrhynchos
- Anas acuta
- Anas querquedula
- Anas clypeata
- Aythya fuligula
- Aythya marila

## Falconiformes

### Accipitridae
- Accipiter soloensis
- Accipiter gularis
- Buteo buteo

### Falconidae
- Falco tinnunculus
- Falco amurensis

## Galliformes

### Megapodiidae
- Megapodius laperouse

### Phasianidae
- Gallus gallus

## Gruiformes

### Rallidae
- Gallinula chloropus
- Fulica atra

## Charadriiformes

### Charadriidae
- Pluvialis fulva
- Pluvialis squatarola
- Charadrius alexandrinus
- Charadrius mongolus
- Charadrius leschenaultii

### Scolopacidae
- Gallinago stenura
- Gallinago megala
- Gallinago gallinago
- Limosa lapponica
- Numenius phaeopus
- Numenius tahitiensis
- Numenius arquata
- Tringa stagnatilis
- Tringa nebularia
- Tringa glareola
- Xenus cinereus
- Actitis hypoleucos
- Heterosceles brevipes
- Heterosceles incanus
- Arenaria interpres
- Calidris alba
- Calidris ruficollis
- Calidris minuta
- Calidris temminckii
- Calidris melanotos
- Calidris acuminata
- Calidris alpina
- Philomachus pugnax

### Laridae
- Larus argentatus
- Larus ridibundus

### Sternidae
- Sterna bergii
- Sterna hirundo
- Sterna albifrons
- Sterna lunata
- Sterna fuscata
- Chlidonias leucopterus
- Anous minutus
- Anous stolidus
- Gygis alba

## Columbiformes

### Columbidae
- Columba livia
- Streptopelia bitorquata
- Gallicolumba xanthonura
- Ptilinopus roseicapilla

## Strigiformes

### Strigidae
- Asio flammeus

## Apodiformes

### Apodidae
- Aerodramus vanikorensis
- Apus pacificus

## Coraciiformes

### Alcedinidae
- Todirhamphus chloris

## Passeriformes

### Hirundinidae
- Hirundo rustica

### Motacillidae
- Motacilla flava

### Turdidae
- Turdus naumanni

### Sylviidae
- Acrocephalus luscinia

### Rhipiduridae
- Rhipidura rufifrons

### Monarchidae
- Monarcha takatsukasae

### Zosteropidae
- Zosterops conspicillatus

### Meliphagidae
- Myzomela rubratra

### Dicruridae
- Dicrurus macrocercus

### Corvidae
- Corvus kubaryi

### Sturnidae
- Aplonis opaca
- Spreo unicolor

### Passeridae
- Passer montanus[1]